# هوسار

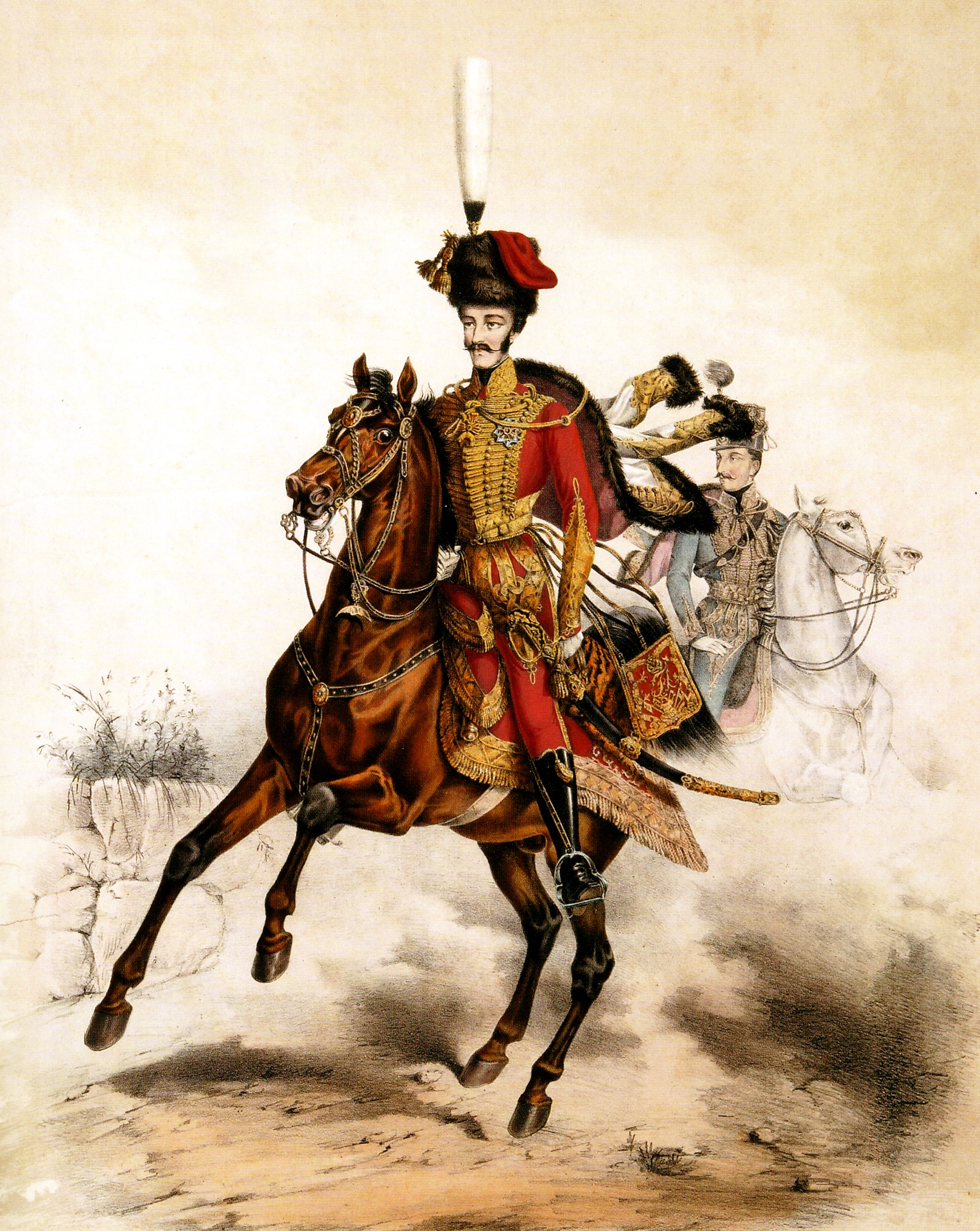
قائد مجري

الهوسار كانت قوات سلاح فرسان خفيفة نشأت في أوروبا الوسطى خلال القرن الخامس عشر والسادس عشر، تم تبني الاسم واللباس المميز لهؤلاء الفرسان على نطاق واسع من قبل أفواج الفرسان الخفيفة في الجيوش الأوروبية في أواخر القرن السابع عشر وأوائل القرن الثامن.
تاريخياً أشتق المصطلح من سلاح الفرسان تحت قيادة ماتياس كورفينوس ملك المجر  والذي كان الصرب يشكلون معظم سلاح فرسانه.